# Kos (kommunhuvudort)
Kos är en kommunhuvudort i Grekland.   Den ligger i prefekturen Nomós Dodekanísou och regionen Sydegeiska öarna, i den sydöstra delen av landet, 300 km öster om huvudstaden Aten. Kos ligger 8 meter över havet och antalet invånare är 19 244. Den ligger på ön Kos.
Terrängen runt Kos är platt åt nordväst, men söderut är den kuperad. Havet är nära Kos åt nordost. Kos är det största samhället i trakten. Trakten runt Kos består till största delen av jordbruksmark.